# ایتابی
ایتابی (به پرتغالی: Itabi) یک منطقهٔ مسکونی در برزیل است که در سرژیپه واقع شده‌است. ایتابی ۱۸۴٫۴ کیلومتر مربع مساحت و ۴٬۸۸۶ نفر جمعیت دارد و ۱۷۲ متر بالاتر از سطح دریا واقع شده‌است.